# Сфинту-Георге (Муреш)
Сфинту-Георге (рум. Sfântu Gheorghe) — село у повіті Муреш в Румунії. Адміністративно підпорядковане місту Єрнут.
Село розташоване на відстані 265 км на північний захід від Бухареста, 24 км на південний захід від Тиргу-Муреша, 62 км на південний схід від Клуж-Напоки, 136 км на північний захід від Брашова.

## Населення
За даними перепису населення 2002 року у селі проживала 371 особа. Рідною мовою 367 осіб (98,9%) назвали румунську.
Національний склад населення села:
| Національність | Кількість осіб | Відсоток |
| -------------- | -------------- | -------- |
| румуни         | 359            | 96,8%    |
| цигани         | 8              | 2,2%     |